# Jacobus Pamelius

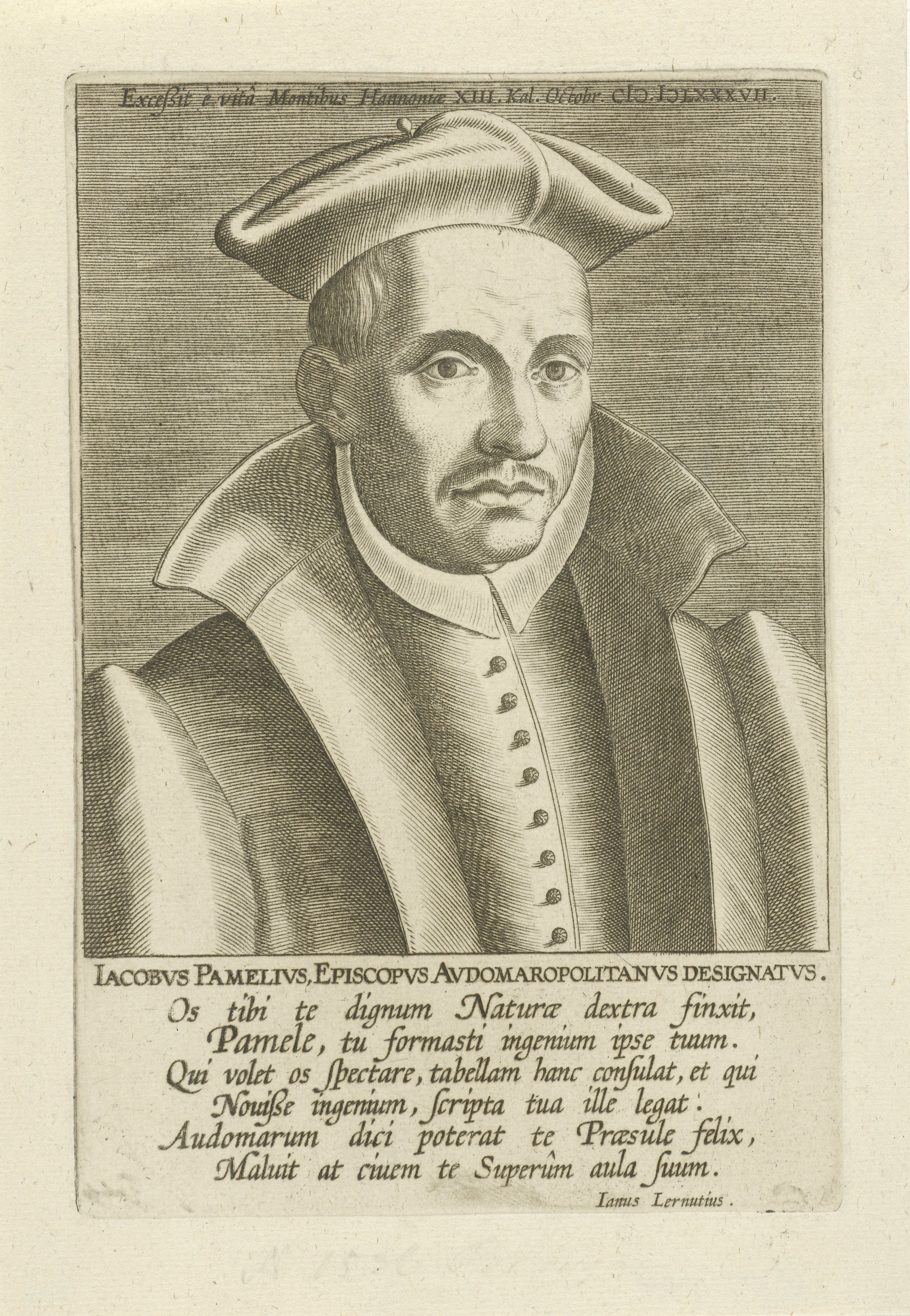
Jacobus Pamelius

Jacques de Joigny de Pamèle; latinisiert: Jacobus Pamelius (* 13. Mai 1536 in Brügge; † 19. September 1587 in Mons, Belgien), war ein flämischer katholischer Theologe.

## Leben
Er besuchte das Zisterzienserkloster in Namur und studierte unter Ruard Tapper und Jodocus Ravestein Philosophie und Theologie in Löwen. Des Weiteren besuchte er Vorlesungen an der Sorbonne in Paris sowie in Padua. 1561 wurde er zum Canonicus an der St. Donatianskirche in Brügge ernannt. Später folgten Anstellungen bei St. Gudula in Brüssel und St. Johannes in ’s-Hertogenbosch (Herzogenbusch). 1570 wurde er von Remi Drieux, Bischof in Brügge, in die Kontrollkommission des „Index expurgatorius“ aufgenommen. Nachdem die Reformation Brügge erreicht hatte, wurde Pamelius 1578 nach Saint-Omer verbannt, wo er 1581 Erzdiakon von Flandern wurde. 1587 ernannte Philipp II. von Spanien ihn zum Bischof von Saint-Omer. Jedoch starb Pamelius in Mons, bevor er seinen Ernennungsurkunden entgegennehmen konnte.
Pamelius verfasste mehrere Werke zur Liturgie und Patristik, darunter Werke zu Tertullian und Cyprian von Karthago.

## Werke
- Micrologus de ecclesiasticis observationibus, Antwerpen 1565
- Institutiones divinae (Cassiodorus) I, Antwerpen 1566
- Cyprian, Antwerpen 1568
- Liturgica Latinorum, 2 Bände, Köln 1571. Digitalisierte Ausgabe der Universitäts- und Landesbibliothek Düsseldorf
- Tertullian, Paris 1584
- Relatio ad Belgii ordines de non admittendis una in republica diversarum religionum exercitiis, Antwerpen 1589
- Hrabanus Maurus, Köln 1627